# Heinz Christian Pander

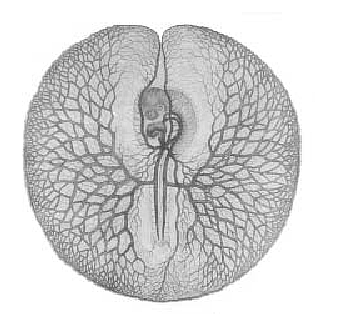
Embrião de galinha mostrando os primeros sintomas da circulação sanguínea. Desenhado por D'Alton para ilustrar a obra de Pander "Beiträge zur Entwicklungsgeschichte des Hühnchens im Eye", Brönner, Würzburg (1817)

 Heinz Christian Pander (Riga, 24 de julho de 1794-1865) foi um biólogo russo. Junto com karl Ernst von Baer e Martin Heinrich Rathke é considerado um dos fundadores da embriologia moderna.
As pesquisas de Pander sobre o desenvolvimento dos pássaros foram fundamentais para o triunfo do epigenetismo sobre o preformismo. Pander foi o primeiro que formulou a teoria dos folhetos embrionários, introduzindo o próprio termo "folheto embrionário" ("Keimblatt"), assim como o termo "blastoderme" ("Keimhaut"). 
Além disso, Pander descreveu numerosas formações geológicas da era primária e identificou vários grupos de fósseis. 
Ambas as linhas de investigação eram  para Pander manifestações de um mesmo fenômeno: a metamorfose dos seres orgânicos, manifestada tanto no desenvolvimento individual como na transformação das espécies. Foi, portanto, o primeiro naturalista em estabelecer um pararelismo entre o desenvolvimento ontogenético, a filogenia e o registro  paleontológico.
Embora não compreendida totalmente na sua época, a obra embriológica de Pander foi em geral muito bem recebida, considerando-se a mais importante desde a de 
Wolff.
Sua obra "Vergleichende Osteologie" foi também bem recebida - Goethe a descreve  laudatoriamente em sua "Morfologia" (1822) - e foi muito conhecida ao longo de todo o século XIX.

## Obras
- (1817). "Dissertatio inauguralis sistens historiam metamorphoseos, quam ovum incubatum prioribus quinque diebus subit", Nitribitt, Würzburg.
- (1817). "Beiträge zur Entwicklungsgeschichte des Hühnchens im Eye", Brönner, Würzburg.
- (1818). "Entwickelung des Küchels". Isis, oder enzyklopädische
- (1818). "Riesenfaulthier (Megatherium)". Isis, oder enzyklopädische.
- (1821). "Die vergleichende Osteologie. 1. Das Riesenfaulthier, Bradypus giganteus, beschrieben, und mit den verwandten Geschlechtern verglichen". Weber, Bonn.
- (1824). "Die vergleichende Osteologie. 6. Die Skelete der Nagethiere". Weber, Bonn.
- (1830). "Beyträge zur Geognosie des russischen Reiches". Kray, São Petersburgo.